# Conatumumab
Il Conatumumab è un anticorpo monoclonale di tipo agonista interamente umano, studiato per il trattamento di forme di tumore solido ed emopoietici. Esso è stato sviluppato dalla Amgen Inc..
Il farmaco agisce sull'antigene: TRAIL (tumor necrosis factor-related apoptosis-inducing ligand) receptor 2 (TR-2) o CD262, inducendo l'apoptosi delle cellule neoplastiche.

### Conatumumab
- (EN) Elizabeth Garrett-Mayer, Principles of Anticancer Drug Development, Springer, 30 dicembre 2010,  pp. 443–, ISBN 978-1-4419-7357-3.
- (EN) Maeve Lowery e Eileen O'Reilly, Dx/Rx: Pancreatic Cancer, Jones & Bartlett Learning, 7 ottobre 2010,  pp. 108–, ISBN 978-0-7637-8065-4.